# Контра, Ференц
Ференц Контра (венг. Kontra Ferenc, родился в 1954 году в Будапеште) — венгерский дипломат, в прошлом посол Венгрии в России, на Украине и в Белоруссии.

## Биография
Окончил в 1977 году Киевский государственный университет имени Т. Г. Шевченко, факультет международных отношений. Служил в венгерской армии в 1977—1978 годах. На дипломатической службе с 1980 года.
- 1980—1985: консул, пресс-атташе посольства Венгрии в Иране
- 1985—1989: сотрудник Территориального департамента МИД Венгрии.
- 1989—1990: работал в Намибии в составе ЮНТАГ
- 1990—1992: сотрудник Территориального департамента МИД Венгрии.
- 1992—1997: заместитель директора Территориального департамента МИД Венгрии, по совместительству заместитель посла в Греции.
- 1997—1998: глава Секретариата политического государственного секретаря МИД Венгрии.
- 1998—2000: заместитель директора, директор Территориального департамента МИД Венгрии.
- 2001—2002: Чрезвычайный и Полномочный Посол Венгрии на Украине.
- 2002—2005: Чрезвычайный и Полномочный Посол Венгрии в России, по совместительству аккредитован в Белоруссии, Армении и Узбекистане.
- 2005—2008: куратор в МИД Венгрии политики в отношении Белоруссии и Молдавии.
- 2008—2012: Чрезвычайный и Полномочный Посол Венгрии в Белоруссии.

Владеет русским, английским, понимает украинский. Женат на украинке, имеет дочь (живёт и работает в Венгрии).